# 15 Ursae Majoris
f Ursae Majoris
Désignations
15 Ursae Majoris (en abrégé 15 UMa) ou f Ursae Majoris (dans la désignation de Bayer) est une étoile dans la constellation de la Grande Ourse. Sa magnitude apparente est de 4,48. D'après la mesure de sa parallaxe annuelle par le satellite Gaia, elle est située à ∼ 93,4 a.l. (∼ 28,6 pc) de la Terre.
15 UMa est une étoile Am (ou à raies métalliques), c'est-à-dire une étoile avec de fortes raies d'absorption de métaux dans son spectre. Le classement du spectre de cette étoile est délicat. Selon la méthode, l'étoile peut être classée A3V (d'après l'étude de la raie K du calcium), F5 Ib (d'après les raies spectrales dans le domaine bleu) ou F5 III/IV (d'après les raies spectrales dans le domaine violet).